# Augusta de Prússia

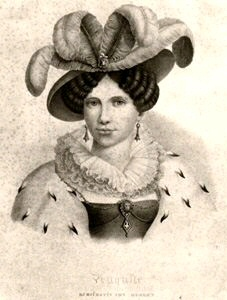
Augusta de Prússia

Augusta de Prússia, electriu de Hessen-Kassel (Potsdam 1780 - Kassel 1841). Princesa de Prússia amb el tractament d'altesa reial que es casà amb l'elector Guillem II de Hessen-Kassel.
Nascuda a Potsdam el dia 1 de maig de 1780 essent filla del rei Frederic Guillem II de Prússia i de la landgravina Frederica de Hessen-Darmstadt. Augusta era neta per via paterna del príncep August Guillem de Prússia i de la duquessa Lluïsa de Brunsvic-Wolfenbüttel; mentre que per via materna ho era del landgravi Lluís IX de Hessen-Darmstadt i de la duquessa Carolina de Zweibrücken-Birkenfeld.
El dia 13 de febrer de 1797 contragué matrimoni a Berlín amb l'elector Guillem II de Hessen-Kassel, fill de l'elector Guillem I de Hessen-Kassel i de la princesa Carolina de Dinamarca. La parella tingué sis fills:
- SAR el landgravi Guillem de Hessen-Kassel, nat a Hanau el 1798 i mort a Hanau el 1802.

- SAR la landgravina Carolina de Hessen-Kassel, nada a Hanau el 1799 i morta a Kassel el 1854.

- SAR la landgravina Lluïsa de Hessen-Kassel, nada a Hanau el 1801 i morta a Philippsruhe el 1803.

- SAR l'elector Frederic Guillem I de Hessen-Kassel, nat a Philippsruhe el 1802 i mort a Praga el 1875. Es casà en primeres núpcies a Rellingshausen el 1831 amb Gertrud Falkenstein, creada princesa de Hanau und zu Horowitz.

- SAR la landgravina Maria Frederica de Hessen-Kassel, nada a Kassel el 1804 i morta a Meiningen el 1888. Es casà el 1825 a Kassel amb el duc Bernat II de Saxònia-Meiningen.

- SAR el landgravi Frederic Guillem de Hessen-Kassel, nat a Berlín el 1806 i mort dos mesos després.

Augusta morí a Kassel el 1841 a l'edat de seixanta-un any. El seu marit li va sobreviure fins al 1847.